# Tegal Mengkeb
Tegal Mengkeb is een bestuurslaag in het regentschap Tabanan van de provincie Bali, Indonesië. Tegal Mengkeb telt 2185 inwoners (volkstelling 2010).